# Châtenoy-le-Royal
Châtenoy-le-Royal – miejscowość i gmina we Francji, w regionie Burgundia-Franche-Comté, w departamencie Saona i Loara.
Według danych na rok 1990 gminę zamieszkiwało 5689 osób, a gęstość zaludnienia wynosiła 453 osoby/km² (wśród 2044 gmin Burgundii Châtenoy-le-Royal plasowała się wtedy na 37. miejscu pod względem liczby ludności, natomiast pod względem powierzchni na miejscu 766.). Jej burmistrzem jest Marie Mercier.
Przez miejscowość przepływa rzeka Thalie.